# Campagnolles
Campagnolles – miejscowość i gmina we Francji, w regionie Normandia, w departamencie Calvados.
Według danych na rok 1990 gminę zamieszkiwało 417 osób, a gęstość zaludnienia wynosiła 41 osób/km² (wśród 1815 gmin Dolnej Normandii Campagnolles plasuje się na 496. miejscu pod względem liczby ludności, natomiast pod względem powierzchni na miejscu 495.).